# Воля-Хроберська
Воля-Хроберська (пол. Wola Chroberska) — село в Польщі, у гміні Злота Піньчовського повіту Свентокшиського воєводства.
Населення — 77 осіб (2011).
У 1975-1998 роках село належало до Келецького воєводства.

## Демографія
Демографічна структура на день 31 березня 2011 року:
|          | Загалом | Допрацездатний вік | Працездатний вік | Постпрацездатний вік |
| -------- | ------- | ------------------ | ---------------- | -------------------- |
| Чоловіки | 36      | 5                  | 23               | 8                    |
| Жінки    | 41      | 4                  | 18               | 19                   |
| Разом    | 77      | 9                  | 41               | 27                   |